# Апарин, Максим Григорьевич
Максим Григорьевич Апарин (1920—1943) — советский воин-артиллерист, участник Великой Отечественной войны, Герой Советского Союза (30.10.1943). Старший сержант.

## Биография
Максим Апарин родился в августе 1920 года в деревне Новошелковниково Барабинской волости Томского уезда Томской губернии (ныне — Барабинский район Новосибирской области) в крестьянской семье. Учился в средней школе, но из-за смерти отца был вынужден прервать учёбу и устроиться на работу в колхоз «Наш край» в Барабинском районе. В октябре 1939 года был призван на военную службу  Барабинским районным военным комиссариатом, служил в пограничных войсках НКВД СССР, в Находкинском погранотряде, был стрелком, пулемётчиком, затем старшиной морского погранпоста «Шамора».
В ноябре 1942 года сержант Апарин был зачислен в 43-й Даурский стрелковый полк Рабоче-крестьянской Красной Армии, формирующийся из воинов пограничных и внутренних войск НКВД. С февраля 1943 года — на фронтах Великой Отечественной войны. Участвовал в боях на Центральном фронте, в сражениях под Малоархангельском и Севском (Севская операция), битве на Курской дуге.
К октябрю 1943 года старший сержант Максим Апарин командовал орудием огневого взвода 43-го Даурского стрелкового полка 106-й Забайкальской стрелковой дивизии 65-й армии. Отличился во время битвы за Днепр.
15 октября 1943 года полк начал форсирование Днепра. Во время переправы огнём артиллерии противника был уничтожен плот, на котором переправлялся расчёт Апарина, и орудие утонуло. Перехватив трос, Апарин совместными усилиями с бойцами другого расчёта вытащил орудие со дна реки. Втащив орудие на берег, расчёт сразу же вступил в бой. Огнём орудия были уничтожены дзот и две огневые точки, что обеспечило продвижение вперёд стрелковых подразделений. К 16 октября немецкие войска бросили в бой танки. Расчёт был атакован тремя вражескими танками, однако атака была отбита, несмотря на то, что в бою погиб наводчик, остальные бойцы были ранены, орудие было сильно повреждено, а сам Апарин был контужен. В дальнейших боях на плацдарме огнём орудия Апарин довёл счёт уничтоженных огневых точек противника до 10. Вечером 16 октября на плацдарм начали высаживать основные силы дивизии.
Указом Президиума Верховного Совета СССР от 30 октября 1943 года за «мужество и героизм, проявленные на фронте борьбы с немецко-фашистскими захватчиками» старший сержант Максим Апарин был удостоен высокого звания Героя Советского Союза с вручением ордена Ленина и медали «Золотая Звезда».
16 ноября 1943 года старший сержант Апарин погиб в бою в районе посёлка Лоев Гомельской области Белорусской ССР в ходе Гомельско-Речицкой операции. Похоронен в братской могиле советских воинов в центральном парке посёлка Лоев.

## Награды
- Медаль «Золотая Звезда» Героя Советского Союза (30.10.1943)
- Орден Ленина (30.10.1943)
- Орден Отечественной войны 2-й степени (15.09.1943)[1]

## Память
- В честь Героя Советского Союза Максима Апарина названы улицы в городе Барабинск и в посёлке Лоев.
- Бюсты Апарина установлены в деревне Пензино Барабинского района Новосибирской области, в городе Барабинске и в городе Находка.
- На здании средней школы, в которой учился Апарин, установлена мемориальная доска в память о нём.
- Постановлением Совета Министров СССР от 12 августа 1982 года заставе, на которой до войны служил Апарин, было присвоено его имя[1].